# Castello Giusso
Das Castello Giusso ist eine Burg aus dem 13. Jahrhundert in Vico Equense in der italienischen Region Kampanien. Sie liegt in der Via XI Febbraio. Die für militärische und Wohnzwecke genutzte Anlage ist im Laufe der Jahre bemerkenswerten Veränderungen unterzogen worden, die auch das originale Aussehen verändert haben. Sie wurde nach einem ihrer Eigentümer benannt und für Zeremonien, Versammlungen und Kunstausstellungen genutzt.

## Geschichte und Beschreibung
Man erzählt sich, dass Karl II. die Burg mit dem Ziel errichten ließ, sowohl die kleine Siedlung Vico Equense zu verteidigen als auch sie als Sommerresidenz zu nutzen; dennoch ist die anerkannteste Hypothese, dass der Herrschaftssitz vom Vasallen Sparano von Bari nach der damaligen Bauweise militärischer Anlagen, mit Unterkünften für Soldaten, Lagern für Lebensmittel und Munitionsmagazinen errichtet wurde, wofür er auch eine finanzielle Unterstützung des angioinischen Königs erhielt: Der Komplex entstand zwischen 1284 und 1289. Im Laufe der Jahre gehörte die Burg nacheinander Gabriele Curiale, Page der Krone von Aragonien, Ferrante Carafa, Vasall des Dorfes im Jahre 1568, und Matteo di Capua, der zu den Ravaschieris gehörte, die von 1629 bis 1806 Vasallen von Vico Equense waren; in diesem letzten Jahr schaffte Joseph Bonaparte das Lehenswesen ab. Danach wurde die Burg Sommerresidenz der königlichen Familie. Nach einer kurzen Zeit in den Händen von Nicola Amalfi gehörte sie 1822–1934 der Familie Giusso, die sie für eine Summe von 400.000 Dukaten gekauft hatte, dann den Jesuiten, die sie ihrerseits 1970 an einen Privatmann verkauften.
Vom Ursprung der Burg ist ziemlich wenig erhalten geblieben, nur ein Tiel der Umfassungsmauer und eine Terrasse zum Meer hin: Im 15. Jahrhundert wurden drei Türme gebaut, von denen einer „Torre Mastra“ hieß, eine Brücke und ein Burggraben; im 16. Jahrhundert wurden zwei der Türme wieder abgerissen, um Platz für den Adelspalast zu schaffen. Die von der Invasion der Goten teilzerstörte und von zahlreichen Piratenüberfällen bemerkenswert geplünderte Burg wurde 1604 teilweise rekonstruiert; im 17. Jahrhundert wurden zahlreiche Restaurierungsarbeiten durchgeführt, die die Burg in einen Adelspalast verwandelten: Es wurden Gärten angelegt, die mit Grotten, Wasserspielen, und hundertjährigen Pflanzen verziert waren. Die Innenräume wurden aufgewertet und es wurden einige Säle zur Aufnahme der Kunstsammlung von Matteo di Capua geschaffen; letztere ging später verloren. Später ließen Luigi Giusso und dann sein Sohn Girolamo Guisso das Gebäude in bemerkenswerter Art und Weise umbauen, was ihm die charakteristische lachsrosa Farbgebung verlieh; die Salons, wie der Salone delle Armi und der Salone dei Ventagli wurden mit Fresken versehen und außerdem die kleine Privatkapelle, die der Santa Maria della Stella geweiht ist. Diese befindet sich an derselben Stelle, wo einst die von Benediktinermönchen erbaute Kirche stand, die abgerissen worden war, um Platz für die Burg zu schaffen. In der Burg starb am 21. Juli 1788 der neapolitanische Jurist Gaetano Filangieri, überzeugt davon, dass die Luft des Ortes seiner schlechten Gesundheit zum Vorteil gereichen würde.